# Chavarat Charnvirakul

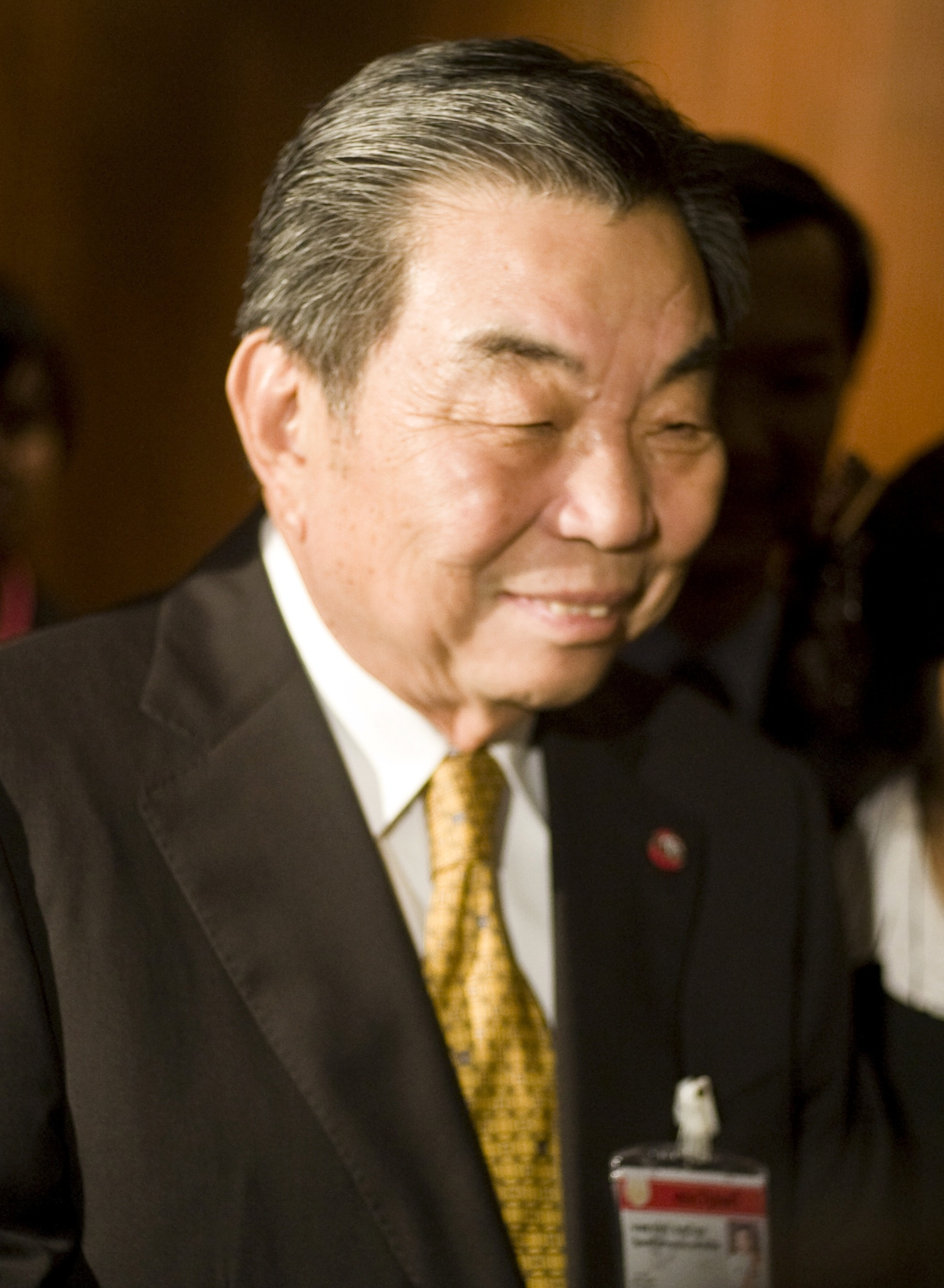
Chavarat Charnvirakul.

Chavarat Charnvirakul (född den 7 juni 1936) är tillförordnad premiärminister i Thailand, sedan landets författningsdomstol i december 2008 avsatt premiärminister Somchai Wongsawat och upplöst det regerande Folkmaktspartiet.